# Cayes-Jacmel
Cayes-Jacmel este o comună din arondismentul Jacmel, departamentul Sud-Est, Haiti, cu o suprafață de 78,99 km2 și o populație de 36.693 locuitori (2009).